# Никола Мутафчиев (футболист)
Никола Мутафчиев - Колишчето е български футболист, нападател.

## Биография
Роден е през 1904 г. в Стара Загора, починал на 24 март 1963 г. Брат е на Димитър Мутафчиев. Семейството му се преселва в София и той от дете живее в квартала на „Левски“. Бързо преминава през възрастовите поделения на „сините“, за да се утвърди като юноша в представителната клубна единайсеторка. Завършва Втора мъжка гимназия.
Играе за Левски от 1920 до 1927 г. Има 52 мача и 50 гола в първенството и 24 международни мача с 12 гола. Финалист за Държавното първенство през 1925 г. Има 4 мача и 1 гол (гол № 1 на „А“ отбора – при загубата от Турция с 1:2 през 1925 г. в Истанбул) за националния отбор (1924 – 1925). Участва на VIII летни олимпийски игри в Париж през 1924 г. Техничен и атлетичен играч, един от идолите на „Левски“ през 20-те години на XX век. Рано преустановява състезателната си дейност поради тежко заболяване. През 1928 г. завършва I държавен курс за преподаватели по телесно възпитание. Издава списание, пише статии.